# トーマス・バウマー
トーマス･バウマー（Thomas Baumer、1960年5月29日 - ）はスイスフリブール州 出身の経済学者であり異文化適正と性格検査の専門家である。彼は特にドイツ語圏で予備人格と能力適正 の用語を普及させた。

## 私生活
トーマス・バウマーはオーストリアのフェルトキルヒにあるイエズス学校のステラ・マチュチナに通い、スイスのチューリッヒにあるチューリッヒ応用科学大学でビジネス経済学を専攻した。
彼には妻と1人の息子がいる。

## 経歴
1986年から1999年まで、彼はスイス航空の訓練センター (操縦士と管理職の増員、他会社と操縦士との構成と客室乗務員の人間的側面の促進)の事業部長及び総支配人の代理者として勤務した。
彼は2000年に設立された CICB (Center of Intercultural Competence Ltd ) 研究所の設立者兼議長であり、2010年から多言語会社による合同事業のための CACB (Center for Assessment and Coaching ) 部門を立ち上げた。
バウマーは今まで500回以上の英語とドイツ語とフランス語とスペイン語による査定と指導と研究と講習 (異文化交流に基づくことに関係なく) を海外で行ってきている。
彼は"予測人格と能力査定の性格査定" (e. g. Assessment center) の方法として知られている潜在分析及び人物の能力と才能を立証する方法だけでなく、目標達成に影響する必要不可欠な時間的及び場所的条件と状況を単純化できる本質的要素の普及と発展に貢献した 

## 自伝
- Handbook Intercultural Competence (Handbuch Interkulturelle Kompetenz), Vol. 1; Orell Füssli Publishing, Zurich; 2002. ISBN 3-280-02691-1
- Handbook Intercultural Competence (Handbuch Interkulturelle Kompetenz), Vol. 2; Orell Füssli Publishing, Zurich; 2004. ISBN 3-280-05081-2
- Prognostic Assessment. Anticipate abilities and personal development (Prognostisches Assessment. Fähigkeiten und persönliche Entwicklung voraussehen); HRM Dossier; SPEKTRAmedia Publishing, Zürich; 2013. ISBN 978-3-908244-94-3